# Carex hypsipedos
Carex hypsipedos är en halvgräsart som beskrevs av Charles Baron Clarke. Carex hypsipedos ingår i släktet starrar, och familjen halvgräs. Inga underarter finns listade i Catalogue of Life.